# Bangkal (Kota Sumenep)
Bangkal is een bestuurslaag in het regentschap Sumenep van de provincie Oost-Java, Indonesië. Bangkal telt 2117 inwoners (volkstelling 2010).